# 1939년 에르진잔 지진
1939년 에르진잔 지진은 1939년 12월 27일 오전 1시 57분 23초(UTC 12월 26일 오후 11시 57분 23초)에 튀르키예 동부 에르진잔주에서 발생한 모멘트 규모 (Mw ) 7.8, 최대 메르칼리 진도 XII의 지진이다. 이는 지진계로 기록된 튀르키예 지진 중 2023년 튀르키예-시리아 지진과 함께 가장 큰 규모의 지진이다. 그러나 1668년 북아나톨리아 지진 추정치보다는 약했다. 이 지진은 1939년부터 1999년까지 북아나톨리아 단층을 따라 튀르키예를 강타한 일련의 대지진 중 가장 큰 규모의 지진 중 하나이다. 최대 3.7 m의 수평 변위가 발생한 표면 파열이 북아나톨리아 단층대 360 km 구간에서 발생했다. 이 지진은 20세기 튀르키예에서 32,968명의 사망자와 약 100,000명의 부상자를 발생시키며 가장 심각한 인명 피해를 낸 자연재해로 기록되었다.

## 지질학적 환경
소아시아의 북아나톨리아 단층은 유라시아판이 작은 아나톨리아 미판과 나란히 움직이는 주요 변환 단층 경계이다. 1,600 km 이상 뻗어 있는 이 단층은 튀르키예 동부에서 마르마라해까지 이어진다.
북아나톨리아 단층은 과거에도 현재에도 매우 활동적이다. 에르진잔은 서기 1000년 이후 최소 11번 지진으로 파괴되었다. 1942년부터 1967년까지 동일한 단층을 따라 6개의 대지진이 발생했으며, 이 중 3개는 7Mw를 넘었다.

## 지진
에르진잔 시내 인근을 진원으로 하는 단층 파열은 서쪽으로 400 km 길이로 전파되었다. 표면 파열은 오늘날까지도 볼 수 있다. 최대 360 km의 표면 파열이 형성되었다. 평균 표면 변위는 2.3 m에서 8.8 m 사이로 계산되었다. 수직 변위는 0.5~2.0 m이다. 최대 수평 미끄러짐은 10.5 m이다. 흔들림은 52초 동안 지속되었다. 이로 인해 흑해 연안을 강타한 1~3 m 높이의 지진해일이 발생했다. 1939년 지진으로 인한 쿨롱 응력 전달은 북아나톨리아 단층을 따라 서쪽으로 진행되는 파열을 촉진했다. 1939년 이후 규모 6.7 이상의 지진 10개가 단층의 1,000 km 구간을 파열시켰다.

## 피해
이 지진으로 약 116,720채의 건물이 심각하게 손상되었다. 겨울에 발생하여 피해 지역에 구호품이 도달하기 어려웠다.
초기 사망자는 약 8,000명이었다. 다음 날인 12월 28일에는 20,000명으로 증가했다고 보고되었다. 같은 날 기온은 -30 °C까지 떨어졌다. 긴급 구조 작전이 시작되었다. 1월 5일까지 지진과 낮은 기온, 눈보라, 홍수로 인해 거의 33,000명이 사망했다.

## 여파
지진으로 인한 전반적인 파괴는 튀르키예가 내진 건축 규제를 채택하는 계기가 되었다. 에르진잔 시의 피해가 너무 광범위하여 기존 위치는 완전히 버려지고 북쪽으로 약간 떨어진 곳에 새로운 정착지가 세워졌다.

## 같이 보기
- 1939년 지진
- 튀르키예의 지진 목록
- 오스만 누리 테켈리

## 참고 문헌
- Yalciner, A. C.; Pelinovsky, E. N. (2004), “The Source Mechanism of 1939 Black Sea Tsunami”, 《AGU Spring Meeting Abstracts》 2004: OS13A–06, Bibcode:2004AGUSMOS13A..06Y